# Escut de San José (Uruguai)

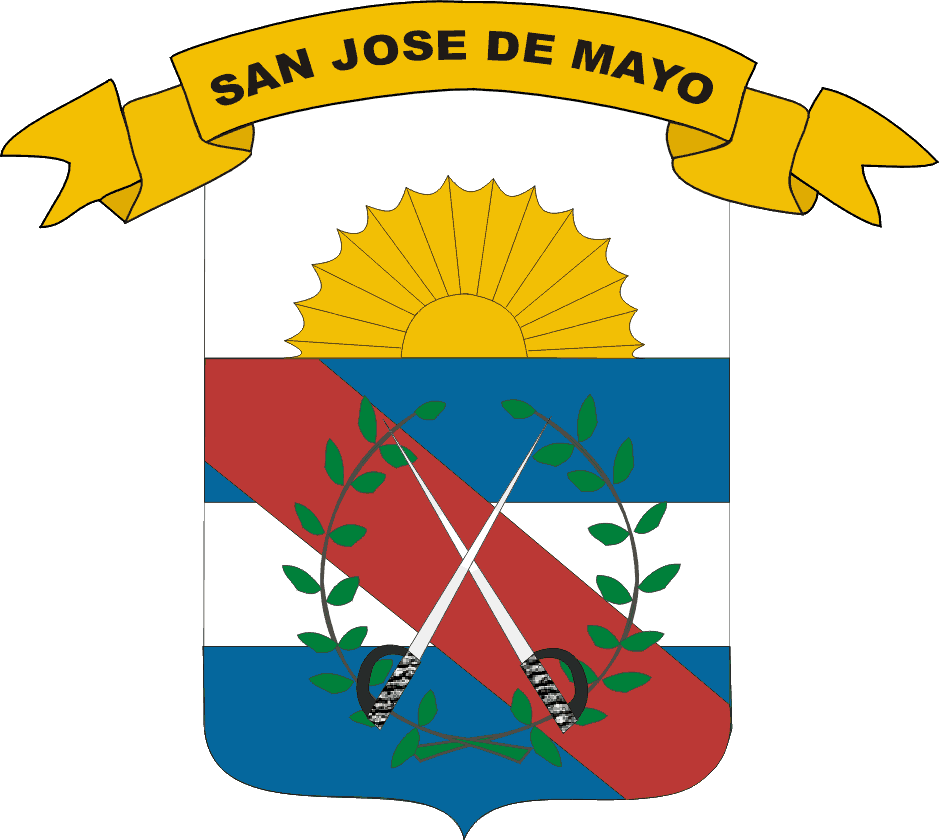
Escut de San José.

L'escut oficial de San José té el següent blasonament:
Escut rectangular. És una adaptació de la bandera d'Artigas en camp d'atzur, gules i blanc. Enmig de l'escut hi ha dues espases envoltades per branques de llorer. Per timbre, el Sol de Maig, d'or, un símbol independentista dels dos països riuplatencs: l'Argentina i l'Uruguai (vegeu, Bandera de San José).

## Història
Va ser aprovat pel Consell Departamental d'Administració el 19 d'octubre de 1926.